# Dolmen de Kerhenry
Le dolmen de Kerhenry est un dolmen situé dans la commune d'Arradon, dans le département français du Morbihan.

## Historique
En 2010, le site est débroussaillé afin de le libérer de la végétation qui l'envahit. Le dolmen est inscrit au titre des monuments historiques par l'arrêté du 24 juillet 2023.

## Description
Le dolmen, orienté est-ouest, est en forme de « U ». Sa chambre mesure environ 1,80 m de longueur. La table de couverture a légèrement basculé. Elle comporte sur sa face externe une série de petites cupules semi-sphériques, de 4 cm de diamètre environ, disposées en demi-cercle. Un bloc de pierre est dressé à 2,50 m de l'entrée du dolmen.
Un petit matériel archéologique a été découvert, dans la chambre le long des côtés nord et sud. Il se compose de nombreux fragments de poterie noire et rouge et d'un petit matériel lithique en silex (flèche perçante, petit perçoir)